# Ma Yinchu

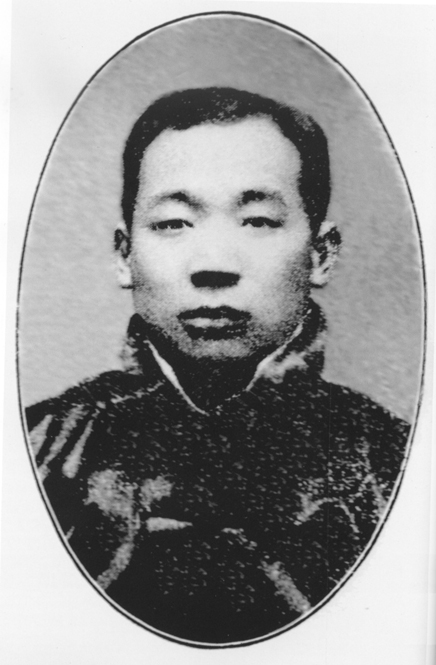
Ma Yinchu

Ma Yinchu (Langzeichen: 馬寅初; Kurzzeichen: 马寅初; * 24. Juni 1882; † 10. Mai 1982) war ein chinesischer Ökonom.

## Leben
Ma warnte lange vor der offiziellen Geburtenplanung vor dem Bevölkerungswachstum in der Volksrepublik China und wurde dafür gemaßregelt. Mao Zedong bezeichnete anfänglich Geburtenkontrolle als Mord am chinesischen Volk und ließ zu, dass 1960 Ma Yinchu aus allen Ämtern entlassen wurde.